# Villa ganZ
Villa ganZ ist eine gemeinnützige Stiftung mit Sitz in Hildesheim, deren Ziel der Bau von Sozialwohnungen ist. Der Stiftungsname beinhaltet den Begriff Villa und die Abkürzung ganZ als Akronym für generationsübergreifendes, alternativ-nachbarschaftliches Zusammenleben.

## Organisation
Gegründet wurde die Stiftung im Jahr 2019 vom Hildesheimer Ehepaar Kristina Osmers und Werner Dicke.
Die Stiftungsbezeichnung lautet Villa ganZ. Dicke-Osmers-Stiftung für generationenübergreifendes alternativ-nachbarschaftliches Zusammenleben. Stiftungsorgane sind der Vorstand und der Stiftungsrat. Der aus zwei Personen bestehende Vorstand als Geschäftsführung leitet die Einrichtung und vertritt sie nach außen. Der Stiftungsrat beruft den Vorstand und kontrolliert die Tätigkeit der Stiftung. Die Mitwirkenden des Vorstandes und des Stiftungsrates sind ehrenamtlich tätig. Jahresabschlüsse und Tätigkeitsberichte werden jährlich veröffentlicht.

## Konzept
Villa ganZ ist eine operative Stiftung, die Bauprojekte durchführt. Sie verfolgt das Ziel, Sozialwohnungen zu errichten und an Personen mit Wohnberechtigungsschein, insbesondere Alleinerziehende und Singles, zu vermieten. Die Stiftung kooperiert mit Baugemeinschaften, die Wohnungen in sozial gemischten Quartieren bauen. Auf diese Weise will die Stiftung Segregation und Isolation vermeiden und für sozialen Zusammenhalt sorgen. Die Stiftung fördert alleinstehende Menschen, da sie vor allem in Ballungszentren von der Steigerung der Miet- und Wohnkosten am stärksten betroffen sind. Die Stifter sehen bezahlbaren Wohnraum als Schlüssel gesellschaftlicher Teilhabe, Bildung, Beschäftigung, Gesundheit und Kindeswohl an.

## Projekte
Für die Jahre 2023 bis 2025 plante die Stiftung, ein Holzgebäude mit Stiftungswohnungen in der Ökosiedlung ecovillage hannover zu errichten, die auf dem Kronsberg in Hannover-Bemerode entstehen sollte. Das Projekt ruht, da die ausführende Genossenschaft 2024 in Konkurs geriet und das Grundstück, mit Ausnahme des 500 m² großen Erbbaupachtanteils der Stiftung, an die Stadt Hannover zurückfiel.
Ab 2024 baut die Stiftung in der Wasserstadt Limmer in Hannover Sozialwohnungen für bedürftige Alleinerziehende und Singles in Zusammenarbeit mit der Baugemeinschaft JAWA (Jung und Alt am Wasser). Als Einzugstermin ist 2026 vorgesehen. Das Bundesministerium für Wohnen bezeichnete das Projekt als gelungenes Modell für soziales Wohnen.
Für beide Stiftungsprojekte in Bemerode und Limmer übernahm der hannoversche Oberbürgermeister Belit Onay die Schirmherrschaft.

## Finanzierung
Das Stiftungsmodell beruht darauf, bezahlbaren Wohnraum zu erstellen und preisgebunden zu vermieten. Finanziert werden die Bauvorhaben aus dem Stiftungsvermögen, öffentlichen Förderungen des Bundes, des Landes Niedersachsen und der jeweiligen Kommune sowie Zuwendungen von Spendern. Erzielte Überschüsse sollen laut Satzung in die Schaffung von weiterem Wohnraum reinvestiert werden.